# Beverly Yanez
Beverly Yanez (* 19. Juli 1988 in Moreno Valley, Kalifornien als Beverly Goebel) ist eine ehemalige US-amerikanische Fußballspielerin.

## Karriere
Yanez war in der Saison 2010 Teil der Mannschaft der Washington Freedom in der WPS. Zur Saison 2011 wechselte sie zum Ligakonkurrenten Western New York Flash und gewann dort umgehend den Meistertitel. In der Folge schloss sich Yanez dem finnischen Erstligisten und Champions-League-Teilnehmer PK-35 Vantaa an, mit dem sie das Double aus Meisterschaft und Pokalsieg feiern konnte. Nach der Auflösung der WPS unmittelbar vor der Saison 2012 steht sie beim japanischen Erstligisten INAC Kōbe Leonessa unter Vertrag, wo sie in ihrem ersten Jahr das Triple aus nationaler Meisterschaft, Pokalsieg und der länderübergreifenden Japan and South Korea Women’s League Championship erringen konnte. In der Saison 2013 gelang Yanez mit Kōbe die Titelverteidigung in Liga und Pokal.
Zur Saison 2014 wechselte sie zunächst auf Leihbasis zum Seattle Reign FC und wurde im Anschluss fest von Seattle verpflichtet.

## Erfolge
- 2011: Gewinn der WPS-Meisterschaft (Western New York Flash)
- 2011: Gewinn der finnischen Meisterschaft (PK-35 Vantaa)
- 2011: Gewinn des finnischen Pokalwettbewerbs (PK-35 Vantaa)
- 2012, 2013: Gewinn der japanischen Meisterschaft (INAC Kōbe Leonessa)
- 2012, 2013: Gewinn des japanischen Pokalwettbewerbs (INAC Kōbe Leonessa)
- 2012: Gewinn der Japan and South Korea Women’s League Championship (INAC Kōbe Leonessa)
- 2016/17: Gewinn der australischen Meisterschaft (Melbourne City FC)

## Privates
Beverly Yanez ist mit dem Fußballspieler Othaniel Yanez verheiratet, der in der Saison 2010 im Aufgebot des MLS-Teilnehmers Columbus Crew stand.